# Solomon Luria
Šalamoun Luria (1510 – 7. listopadu 1573) (hebrejsky שלמה לוריא‎) byl jedním z velkých aškenazských poskim (rozhodčích židovského práva) a učitelů své doby. Je znám zejména díky svému halachickému dílu Jam šel Šlomo a komentáře k talmudu s názvem Chochmat Šlomo. Luria je znám pod akronymem Maharšal מהרש״ל‎ (hebrejská zkratka pro „náš učitel rabbi Šlomo Luria“) nebo jako Rašal רש״ל‎ (rabi Šlomo Luria).